# Hemma hos jultomten
Hemma hos jultomten är en bok från 1981 av den finska barnboksförfattaren Mauri Kunnas.
På fjället Korvatunturi i finska Lappland ligger det en by där själva jultomten bor. Här arbetar tomtarna flitigt året om med alla förberedelserna inför julen. De snickrar, väver, svarvar, syr och målar alla tänkbara leksaker till barn runt om i världen. 
Under hösten skickar jultomten ut spaningspatruller för att kontrollera att barn borstar sina tänder, läser sina läxor och är artiga. 
På julaftonsmorgon är det äntligen dags att leverera alla paketen. När det är överstökat kan jultomten och alla andra tomtar äntligen själva fira jul, de dansar, sjunger, äter gröt och roar sig hela kvällen lång. 